# Brenda Lee

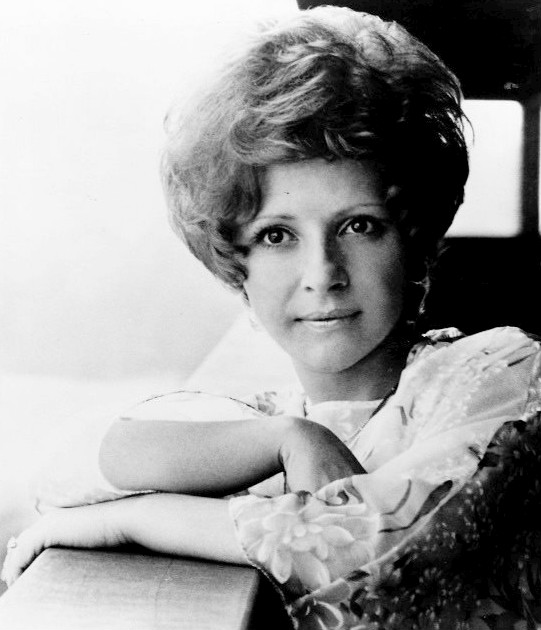
Brenda Lee (1977)

Brenda Lee (* 11. Dezember 1944 als Brenda Mae Tarpley in Atlanta, Georgia) ist eine US-amerikanische Rockabilly-, Country- und Pop-Sängerin.

## Anfänge
Im Alter von sechs Jahren stand Brenda Mae Tarpley erstmals auf einer Bühne und sang Hank-Williams-Songs. Von ihrer Mutter begleitet, erschien sie auf Talentwettbewerben und in Radiosendungen. Mit sieben Jahren erhielt sie den Künstlernamen Brenda Lee. Nach dem frühen Tod ihres Vaters unterstützte sie mit ihren Einkünften die Familie und ermöglichte ihren Geschwistern ein Studium. Anfang der 1950er Jahre trat sie in der kanadischen Radioshow Main Street Jamboree an der Seite von Jimmy Martin auf und wurde 1955 in den USA von Red Foley für seine Fernsehshow Ozark Jubilee engagiert.

## Karriere
1956 schloss Decca Records einen Schallplattenvertrag mit Lee. Als erste Single erschien der Hank-Williams-Klassiker Jambalaya. Ihr erster Hit war der von Hugh Ashley geschriebene Titel One Step at a Time, der 1957 sowohl in die Billboard Hot 100 als auch in die Country-Charts aufstieg. Dem Titel Dynamite verdankt die Sängerin ihren Spitznamen „Little Miss Dynamite“. 
Owen Bradley, der Produzent Patsy Clines, mit der sie sich angefreundet hatte, betreute auch ihre nächsten Aufnahmen. Der Durchbruch gelang zwei Jahre später mit Sweet Nothin’s. Ihren ersten Nummer-eins-Hit, I’m Sorry,  hatte sie 1960. Obwohl sich Lee selbst als Country-Sängerin sah, nahm die Öffentlichkeit sie hauptsächlich als Rock-’n’-Roll- und Pop-Sängerin wahr. In der ersten Hälfte der 1960er Jahre gehörte sie zu den umsatzstärksten Stars der Popmusik.

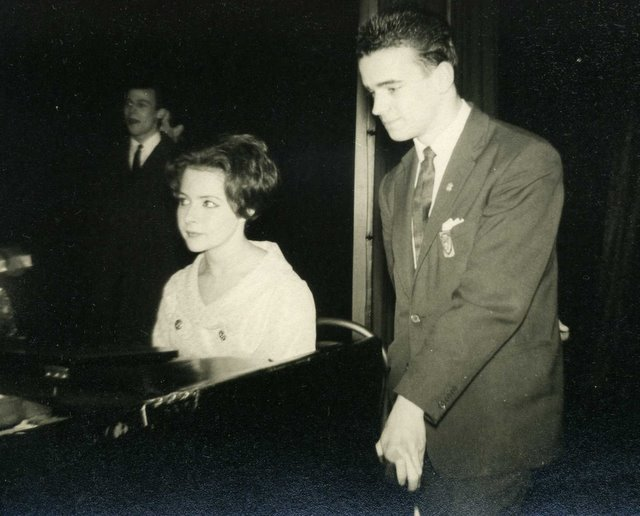
Brenda Lee und Reporter Peter Denton (1962)

Im Februar 1963 besuchte Lee Deutschland, um im Hamburger Polydor-Studio mit Bert Kaempfert Platten auf Deutsch (In meinen Träumen) aufzunehmen. Bei dieser Gelegenheit trat sie auch im Star-Club auf. Ohne ihren Stil grundlegend zu verändern, platzierte sie sich 1969 mit Johnny One Time in den US-Country-Charts. Sie tat sich erneut mit Owen Bradley zusammen und hatte noch bis Ende der 1980er Jahre zahlreiche Top-10-Hits in den USA.
1990 wechselte Lee zu Warner Brothers, nachdem sie gegen Decca/MCA wegen ausstehender Tantiemen prozessiert und einen Vergleich erwirkt hatte. An die Erfolge der Vergangenheit konnte sie nicht anknüpfen, sie blieb jedoch ein gern gesehener Gast in Fernsehshows und bei Nostalgiekonzerten. 1997 wurde sie in die Country Music Hall of Fame aufgenommen und 2002 in die Rock and Roll Hall of Fame gewählt.
Anfang Dezember 2023 gelang es Lee, mit ihrem 65 Jahre zuvor aufgenommenen Rockin’ Around the Christmas Tree Platz eins der US-amerikanischen Single-Charts zu belegen, nachdem sie dazu ein Musikvideo gedreht hatte. Obwohl das Lied nach seiner Erstveröffentlichung kein großer Charterfolg gewesen war, hatte es sich im Laufe der Jahrzehnte zu einem Weihnachts-Evergreen entwickelt.

## Rezeption
Laut dem von Siegfried Schmidt-Joos und Barry Graves herausgegebenen Rock-Lexikon war Brenda Lee „der ewige Teenager der amerikanischen Popmusik, ein quecksilbriges Nymphchen von nur einem Meter fünfzig mit einer ganz und gar erstaunlichen Stimme. Sie klang wie eine frustrierte grüne Witwe um die 30, die zu viele Edith-Piaf-Platten gehört hat.“
Der britische Musikjournalist Nik Cohn schrieb über sie: „[…] das einzige, was an ihr wirklich nicht zu fassen war, das blieb ihre Stimme: freakish, sie klang sexy und so, als sei sie wenigstens dreißig, wissend, so richtig voller Weltschmerz. Als sie siebzehn war, hatte sie einen Balladenstil ziemlich auf der Linie von Edith Piaf, genauso abgeschmackt und bravourös. Sie konnte phantastisch sein. Sie beschwor eine Drei-Uhr-Morgens-Atmosphäre, Aschenbecher voller Kippen und Lippenstiftspuren an den Kaffeetassen, kleine stickige Zimmer, Verzweiflung. Dann sah man sie, und sie wirkte wie eine Schildkröt-Puppe, glänzend und gelackt, mit Augen, die wirklich auf- und zuklappen. Dieser Frau-/Kind-Widerspruch war ihr Geheimnis […] Ihre Stimme hat sich nicht verändert, die ist immer noch wie schlechter Whisky. Manchmal bringt sie neue Songs heraus, und es sind keine guten Songs, […], aber ihre Stimme kommt noch immer schneidend wie ein Laserstrahl […]“
Die Musikzeitschrift Rolling Stone wählte sie 2023 auf Platz 161 ihrer Liste der 200 besten Sänger aller Zeiten. Die Rockband Golden Earring singt im Song Radar Love aus dem Jahr 1973: „The radio's playin' some forgotten song, Brenda Lee′s Coming on Strong.“

## Diskografie

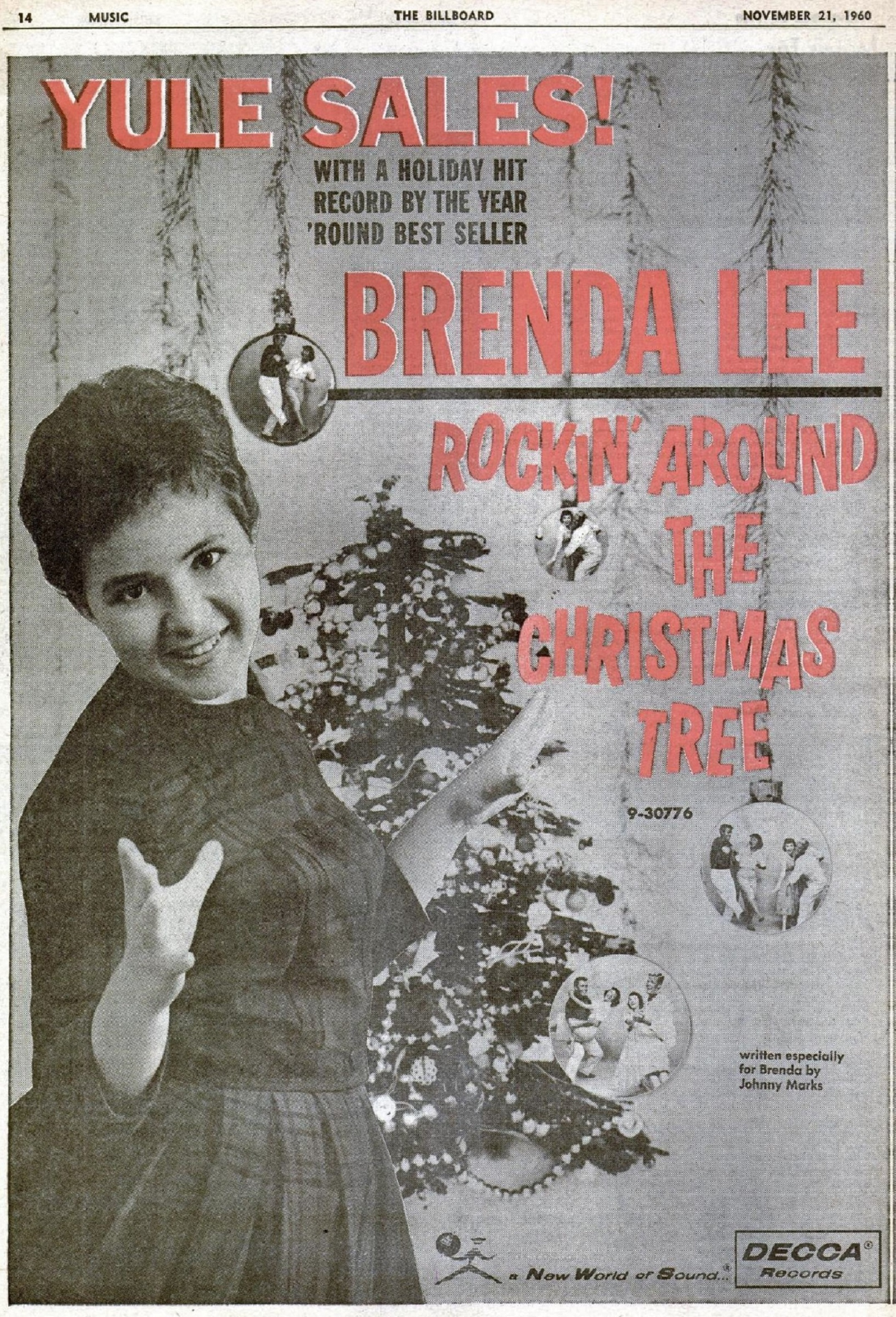
Plakatwerbung im Jahr 1960 von ihrem wohl bekanntesten Song Rockin’ Around the Christmas Tree

Alben

| Jahr | Titel                                                                 | Höchstplatzierung, Gesamtwochen, AuszeichnungChartplatzierungen (Jahr, Titel, Platzierungen, Wochen, Auszeichnungen, Anmerkungen) | Höchstplatzierung, Gesamtwochen, AuszeichnungChartplatzierungen (Jahr, Titel, Platzierungen, Wochen, Auszeichnungen, Anmerkungen) | Höchstplatzierung, Gesamtwochen, AuszeichnungChartplatzierungen (Jahr, Titel, Platzierungen, Wochen, Auszeichnungen, Anmerkungen) | Anmerkungen |
| Jahr | Titel                                                                 | UK | US | Country | Anmerkungen |
| ---- | --------------------------------------------------------------------- | --- | --- | --- | ----------- |
| 1960 | Brenda Lee                                                            | — | US5 (57 Wo.)US | Country67 (1 Wo.)Country |             |
| 1960 | This Is.....Brenda                                                    | — | US4 (41 Wo.)US | — |             |
| 1961 | Emotions                                                              | — | US24 (33 Wo.)US | — |             |
| 1961 | All the Way                                                           | UK20 (2 Wo.)UK | US17 (39 Wo.)US | — |             |
| 1962 | Sincerely                                                             | — | US29 (23 Wo.)US | — |             |
| 1962 | Brenda, That’s All                                                    | UK13 (9 Wo.)UK | US20 (22 Wo.)US | — |             |
| 1963 | All Alone Am I                                                        | UK8 (20 Wo.)UK | US25 (31 Wo.)US | — |             |
| 1964 | Let Me Sing                                                           | — | US39 (13 Wo.)US | — |             |
| 1964 | By Request                                                            | — | US90 (11 Wo.)US | — |             |
| 1965 | Too Many Rivers                                                       | — | US36 (14 Wo.)US | — |             |
| 1966 | Bye Bye Blues                                                         | UK21 (2 Wo.)UK | US94 (13 Wo.)US | — |             |
| 1966 | 10 Golden Years                                                       | — | US70 (14 Wo.)US | — |             |
| 1967 | Coming On Strong                                                      | — | US94 (12 Wo.)US | — |             |
| 1968 | For the First Time                                                    | — | US187 (2 Wo.)US | — |             |
| 1969 | Johnny One Time                                                       | — | US98 (9 Wo.)US | — |             |
| 1973 | Brenda                                                                | — | — | Country7 (17 Wo.)Country |             |
| 1973 | New Sunrise                                                           | — | — | Country3 (25 Wo.)Country |             |
| 1973 | The Brenda Lee Story – Her Greatest Hits                              | — | — | Country6 (17 Wo.)Country |             |
| 1975 | Sincerely, Brenda Lee                                                 | — | — | Country23 (9 Wo.)Country |             |
| 1976 | L.A. Sessions                                                         | — | — | Country41 (5 Wo.)Country |             |
| 1980 | Little Miss Dynamite                                                  | UK15 Gold · (11 Wo.)UK | — | — |             |
| 1980 | Take Me Back                                                          | — | — | Country30 (10 Wo.)Country |             |
| 1983 | 25th Anniversary                                                      | UK65 (4 Wo.)UK | — | — |             |
| 1985 | The Very Best of Brenda Lee                                           | UK16 Gold · (9 Wo.)UK | — | — |             |
| 1994 | The Very Best of…with Love                                            | UK20 (8 Wo.)UK | — | — |             |
| 1995 | The Best of Brenda Lee: 20th Century Masters the Christmas Collection | UK— GoldUK | US59 (5 Wo.)US | Country6 (5 Wo.)Country |             |
| 2017 | Rockin’ Around the Christmas Tree: The Decca Christmas Recordings     | — | US15 (38 Wo.)US | Country19 (2 Wo.)Country |             |
| 2017 | Jingle Bell Rock                                                      | — | US176 (2 Wo.)US | Country27 (3 Wo.)Country |             |

grau schraffiert: keine Chartdaten aus diesem Jahr verfügbar